# 앨릭스 로코
앨릭스 로코(Alex Rocco, 1936년 2월 29일 ~ )는 미국의 배우이다.

## 출연 작품
- 웨딩플래너